# Hapaloptyx
Hapaloptyx is een geslacht van kreeftachtigen uit de klasse van de Malacostraca (hogere kreeftachtigen).

## Soort
- Hapaloptyx difficilis Stebbing, 1920